# Lara Boschkor
Lara Boschkor (* 1. Oktober 1999 in Tübingen) ist eine deutsche Geigerin.

## Leben
Lara Boschkor begann im Alter von viereinhalb Jahren mit dem Violinspiel. Sie erhielt eine frühe Ausbildung an den Jungstudierendeninstituten der Musikhochschulen Köln und Detmold und studiert anschließend bei   Kolja Blacher in Berlin und bei   Erik Schumann in Frankfurt. Seit 2015 ist sie Junge Solistin im Precollege der Kronberg Academy.
Zu ihren Wettbewerbserfolgen zählen erste Preise beim 12. Carl Flesch Violinwettbewerb 2013 in Ungarn, beim 7. Henryk Szeryng Violinwettbewerb 2013 in Mexiko und beim 7. Johansen International Competition 2015 in Washington D.C. 
Im Juli 2017 erspielte sie sich im großen Saal der Hamburger Elbphilharmonie den mit 10.000 Euro dotierten 1. Preis beim TONALi Musikwettbewerb. Begleitet wurde sie beim Final-Konzert von der Jungen Norddeutschen Philharmonie unter der Leitung von Daniel Blendulf.
In ihrem 8. Lebensjahr debütierte Lara Boschkor erstmals als Solistin mit Orchester. Ihre Auftritte führten sie in die Kölner Philharmonie, Weill Recital Hall der Carnegie Hall, Tonhalle Düsseldorf, Konzerthaus Berlin, Laeiszhalle Hamburg und der Tonhalle Zürich.
Ebenfalls bei mehreren Festivals war sie zu Gast und konzertierte kammermusikalisch u. a. bei den Festspielen Mecklenburg-Vorpommern, den Musiktagen Mondsee sowie dem Schleswig-Holstein Musikfestival.
Boschkor ist Stipendiatin der Deutschen Stiftung Musikleben, die ihr eine Violine von Carlo Antonio Testore (Mailand, 1740) aus dem Deutschen Musikinstrumentenfonds zur Verfügung stellt.